# Nothopygus
Nothopygus is een kevergeslacht uit de familie van de boktorren (Cerambycidae). De wetenschappelijke naam van het geslacht werd voor het eerst geldig gepubliceerd in 1869 door Lacordaire.

## Soorten
Nothopygus is monotypisch en omvat slechts de volgende soort:
- Nothopygus mniszechii Lacordaire, 1869